# Česká ženská basketbalová reprezentace
Česká basketbalová reprezentace žen představuje reprezentační družstvo České republiky v basketbale pod vedením České basketbalové federace. Před vznikem samostatného českého státu v roce 1993 nastupovaly košíkářky za československý výběr. Největšími úspěchy české reprezentace jsou titul mistryň Evropy z roku 2005, stříbro z mistrovství světa roku 2010 a stříbrná medaile z evropského šampionátu 2003. Nejlepším výsledkem na olympijských hrách je páté místo z roku 2004.

## Účast na mezinárodních turnajích
Na mistrovství Evropy se tým poprvé probojoval v roce 1995 a v konečné klasifikaci obsadil 7. místo. Nejlepší výsledky přišly v polovině první dekády třetího milénia, když v roce 2003 hráčky nejdříve získaly stříbrné medaile a na dalším šampionátu roku 2005 se již staly mistryněmi Evropy. Na tomto evropském turnaji konaném v turecké Ankaře postoupily z šestičlenné základní skupiny bez jediné porážky. Ve čtvrtfinále zdolaly domácí Turkyně 86:60, v semifinále si poradily se Španělkami 76:66 a v boji o titul porazily v dramatickém závěru Rusko rozdílem dvou bodů 72:70.

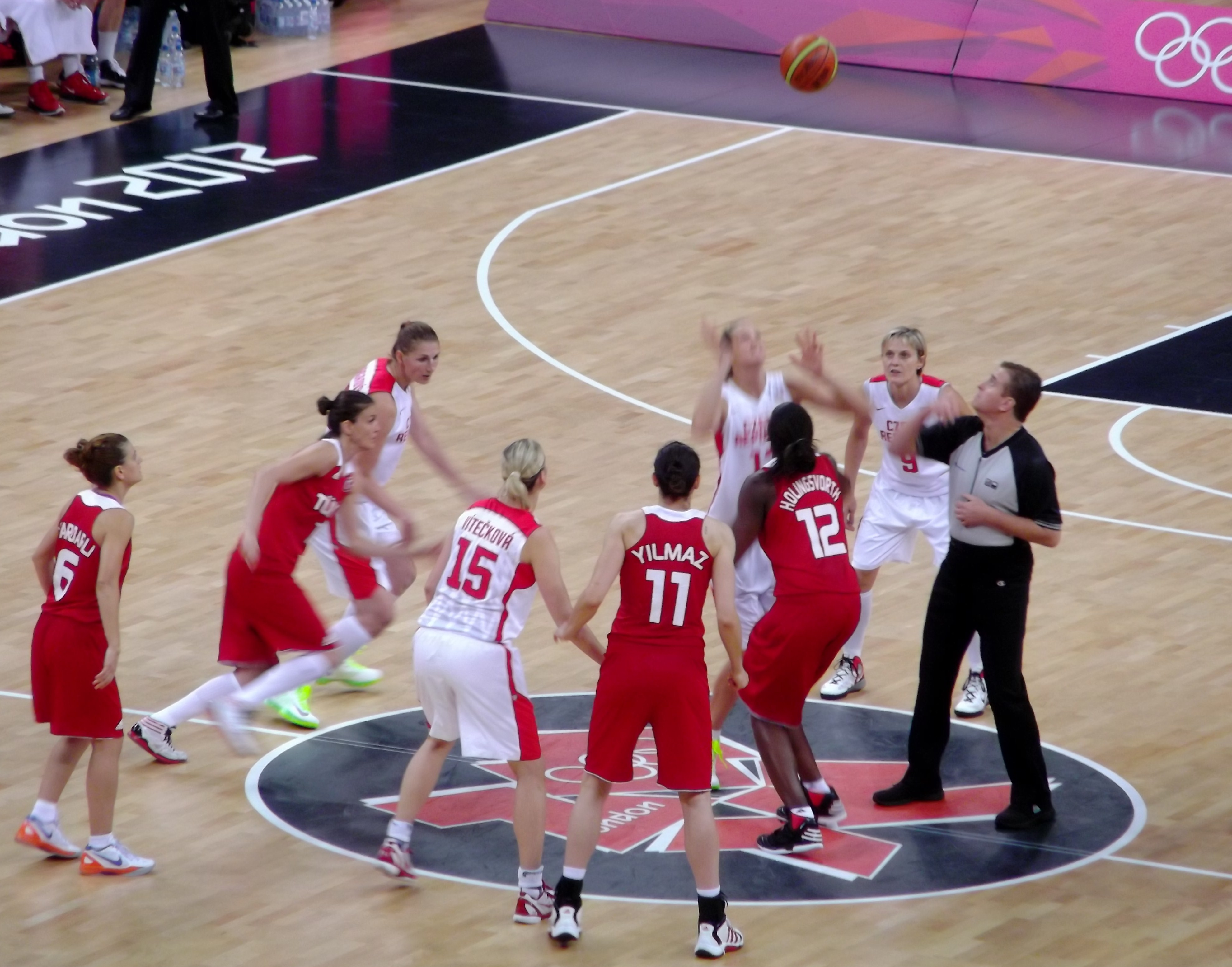
Česko (v bílém) na rozskoku utkání proti Turecku na LOH 2012

Na mistrovství světa se družstvo poprvé probojovalo v sezóně 2006, když obsadilo 7. místo. Po výhře v základní skupině D podlehlo mezi posledními osmi celky domácím Brazilkám 51:75. Do světového šampionátu 2010 hraného v České republice, nastupovaly jako domácí tým. V brněnské základní skupině se umístily na druhé příčce za Ruskem. V osmifinálové skupině konané v Karlových Varech skončily třetí. Mezi posledními osmi týmy narazily na obhájkyně titulu Australanky. Výhrou 79:68 prošly do semifinále, v němž zvítězily nad Běloruskem 81:77 a ve finále nestačily na favorizovný tým Spojených států, jemuž podlehly o 20 bodů poměrem 69:89. Češky tak získaly stříbrné medaile.
Na letní olympijské hry se hráčky probojovaly od roku 1993 třikrát. Premiérový start družstvo zaznamenalo na LOH 2004 v Athénách, kde po třetím místu v základní skupině, na něj ve čtvrtfinále čekalo Rusko. Poté, co mu podlehlo v poměru 49:70, sehrálo utkání o konečné páté místo. V něm Češky zdolaly Španělsko a zaznamenaly nejlepší olympijský výsledek. Na LOH 2008 v Pekingu hráčky obsadily celkové 7. místo. V základní skupině londýnského turnaje na LOH 2012 obsadily čtvrtou postupovou příčku, když si připsaly dvě výhry s Angolou a Chorvatskem. Ve čtvrtfinále sehrály vyrovnaný duel s vítězem druhé skupiny Francií. Do poslední čtvrtiny nastupovaly s desetibodovým náskokem a dvě minuty před koncem vedly o jeden bod. Přesto utkání ztratily a favoritkám podlehly 66:69. Umístily se tak opět na sedmém místě.

## Soupiska týmu
| Basketbalová reprezentace žen České republiky na Mistrovství Evropy 2025 |                        |                 |                 |                 |                    |
| Č.                                                                       | hráčka                 | rok narození    | výška           | pozice          | klub               |
| 1                                                                        | Kateřina Zeithammerová | 2002            | 162 cm          | rozehrávačka    | Žabiny Brno        |
| 2                                                                        | Julie Pospíšilová      | 1999            | 183 cm          | křídelnice      | Lattes Montpellier |
| 4                                                                        | Gabriela Andělová      | 1996            | 173 cm          | rozehrávačka    | Baloncesto Leganes |
| 5                                                                        | Natálie Stoupalová     | 1998            | 188 cm          | pivotka         | VBW Gdynia         |
| 7                                                                        | Alena Hanušová         | 1991            | 190 cm          | pivotka         | DSK Brandýs        |
| 8                                                                        | Veronika Voráčková     | 1999            | 187 cm          | křídelnice      | Basket Zaragoza    |
| 10                                                                       | Eliška Hamzová         | 2001            | 182 cm          | rozehrávačka    | Žabiny Brno        |
| 11                                                                       | Anežka Kopecká         | 2000            | 181 cm          | pivotka         | KP TANY Brno       |
| 12                                                                       | Tereza Vyoralová       | 1994            | 176 cm          | křídelnice      | ZVVZ USK Praha     |
| 13                                                                       | Petra Holešínská       | 1997            | 178 cm          | křídelnice      | Emlak Konut SK     |
| 22                                                                       | Emma Čechová           | 2004            | 195 cm          | pivotka         | ZVVZ USK Praha     |
| 44                                                                       | Julia Reisingerová     | 1998            | 194 cm          | pivotka         | PEAC-Pécs          |
| Realizační tým                                                           |                        |                 |                 |                 |                    |
| Trenérka                                                                 | Trenérka               | Romana Ptáčková | Romana Ptáčková | Romana Ptáčková | Romana Ptáčková    |
| Asistent trenérky                                                        | Asistent trenérky      | Petr Treml      | Petr Treml      | Petr Treml      | Petr Treml         |

## Přehled trenérů
Seznam trenérů.
- Miroslav Vondřička (1993–1995)
- Jan Karger (1995–1997)
- Jan Bobrovský (1997–2008)[9]
- Milan Veverka (2009), asistenti: Marian Svoboda, Miroslav Volejník[10]
- Lubor Blažek (2009–2015), asistenti: Ivan Beneš, Martin Petrovický
- Ivan Beneš (2016–2017)
- Štefan Svitek (2017–2022), asistent: Ivan Beneš
- Romana Ptáčková (od 2022)[2]

## Přehled umístění

### Mistrovství světa

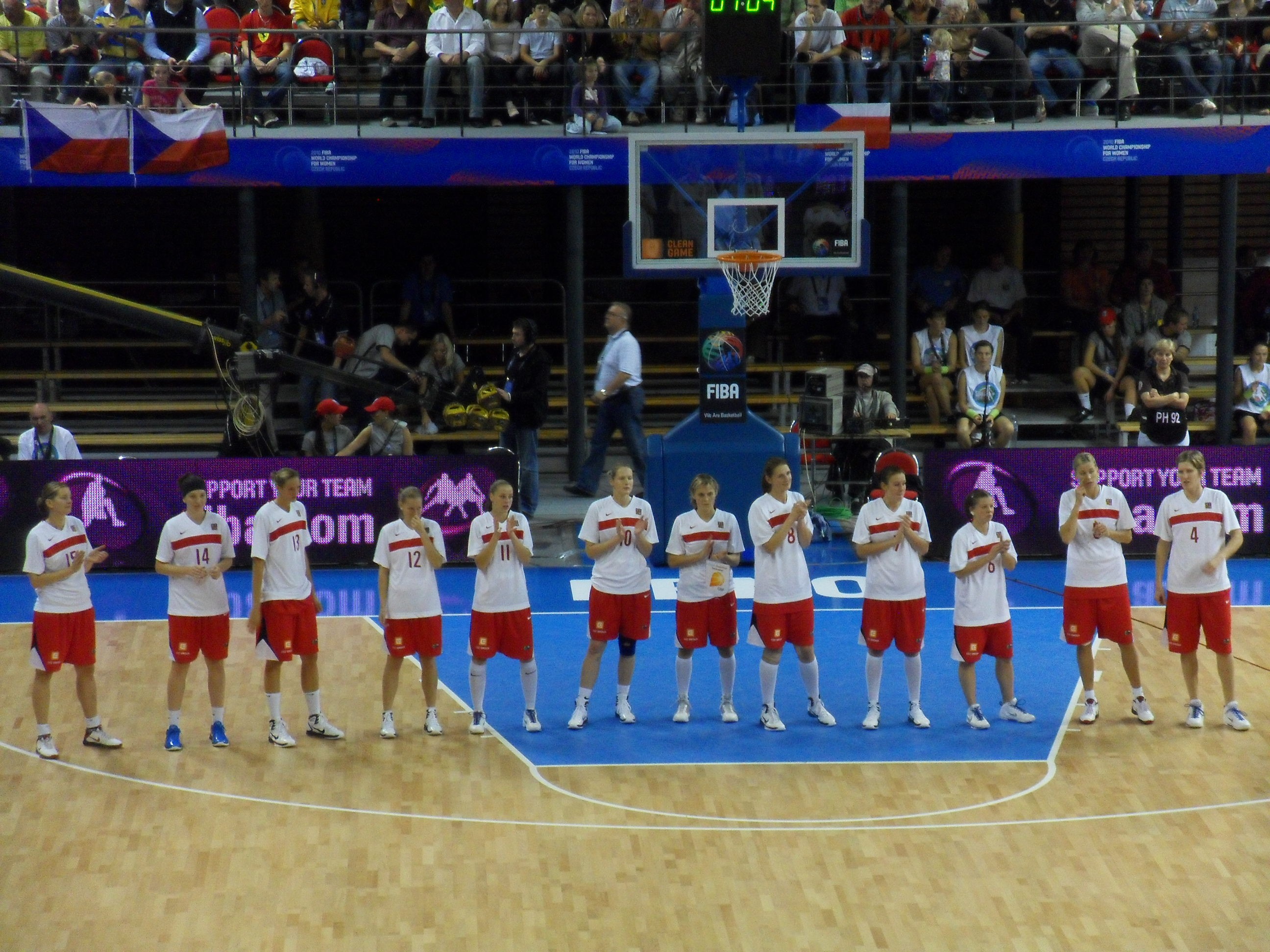
Česká reprezentace před brněnským zápasem MS 2010 proti Japonsku, 25. září

| Rok     | pořádající země | účast                           |
| ------- | --------------- | ------------------------------- |
| MS 1994 | Austrálie       | Ne                              |
| MS 1998 | Německo         | Ne                              |
| MS 2002 | Čína            | Ne                              |
| MS 2006 | Brazílie        | 7. místo                        |
| MS 2010 | Česko           | Stříbrná medaile                |
| MS 2014 | Turecko         | 9. místo                        |
| MS 2018 | Španělsko       | Ne                              |
| MS 2022 | Austrálie       | Ne                              |
|         | Celkem          | Účast – 3× · – 0× · – 1× · – 0× |

### Mistrovství Evropy
| Rok     | pořádající země               | účast                            |
| ------- | ----------------------------- | -------------------------------- |
| ME 1993 | Itálie                        | Ne                               |
| ME 1995 | Česko                         | 7. místo                         |
| ME 1997 | Maďarsko                      | 9. místo                         |
| ME 1999 | Polsko                        | 5. místo                         |
| ME 2001 | Francie                       | 9. místo                         |
| ME 2003 | Řecko                         | Stříbrná medaile                 |
| ME 2005 | Turecko                       | Zlatá medaile                    |
| ME 2007 | Itálie                        | 5. místo                         |
| ME 2009 | Lotyšsko                      | 9. místo                         |
| ME 2011 | Polsko                        | 4. místo                         |
| ME 2013 | Francie                       | 6. místo                         |
| ME 2015 | Maďarsko, Rumunsko            | 11. místo                        |
| ME 2017 | Česko                         | 13. místo                        |
| ME 2019 | Srbsko, Lotyšsko              | 15. místo                        |
| ME 2021 | Francie, Španělsko            | 15. místo                        |
| ME 2023 | Slovinsko, Izrael             | 7. místo                         |
| ME 2025 | Česko, Německo, Řecko, Itálie | 6. místo                         |
|         | Celkem                        | Účast – 16× · – 1× · – 1× · – 0× |

### Olympijské hry
| Dějiště a rok       | pořádající země    | účast                           |
| ------------------- | ------------------ | ------------------------------- |
| Atlanta 1996        | USA                | Ne                              |
| Sydney 2000         | Austrálie          | Ne                              |
| Atény 2004          | Řecko              | 5. místo                        |
| Peking 2008         | Čína               | 7. místo                        |
| Londýn 2012         | Spojené království | 7. místo                        |
| Rio de Janeiro 2016 | Brazílie           | Ne                              |
| Tokio 2020          | Japonsko           | Ne                              |
| Paříž 2024          | Francie            | Ne                              |
|                     | Celkem             | Účast – 3× · – 0× · – 0× · – 0× |